# Sarah Taylor
Sarah Taylor (Nova Iorque, 6 de novembro de 1981) é uma ex-tenista profissional estadunidense.
Medalhista de prata pan-americano, e atual treinadora da USTA.